# ماري جو إيوستاس
ماري جو إيوستاس هي ممثلة كندية، ولدت في 19 أغسطس 1957 في تورونتو في كندا.

## وصلات خارجية
- ماري جو إيوستاس على موقع IMDb (الإنجليزية)
- ماري جو إيوستاس على موقع ديسكوغز (الإنجليزية)